# Greenfish图标编辑器
Greenfish图标编辑器专业版（英语：Greenfish Icon Editor Pro，缩写：GFIE）是由匈牙利程序员Balázs Szalkai开发的一款可以编辑Windows光标和图标的绘图软件。支持数十种图标文件格式，甚至还可以打开并提取动态链接库和可执行程序里的图标。

## 版本历史
- 0.2.0:第一个发布的版本。
- 0.3.0